# А.Ф.К. Органскі
Абрамо Фімо Кеннет Органскі (12 травня 1923 — 6 березня 1998) — професор політології в Університеті штату Мічиган, основоположник теорії захоплення влади і співзасновник Decision Insights, Inc. Його новаторська робота охопила кілька десятиліть, і цілеспрямованість щодо конкретних аспектів світової політики, в тому числі: політична демографія; політичний розвиток; і велика стратегія. Він був автором Світової політики, Етапи політичного розвитку, Народження, Смерть і податки, і Угода на $ 36 млрд. Інші публікації широко доступні в наукових журналах.

## Біографія
А. Ф. К. Органскі народився в Римі, Італія. В молодості він навчався в Лісео Торквато Тассо (один із найстаріших вузів міста). Він відправився в Сполучені Штати втікаючи від антиєврейські законів режиму Беніто Муссоліні, а потім служив в американських збройних силах в Тихоокеанському театрі з 1943 по 1945 рік. Після Другої світової війни він оселився в Нью-Йорку, де він став американським громадянином в 1944 році й отримав ступінь бакалавра (1947), М. А. (1948), і кандидат (1951) ступеня з Нью-Йоркського університету. В 1952 році він почав викладати в Бруклінському коледжі, перемістившись в 1964 році в Мічиганський університет, де він став професором політології та старшим науковии співробітником в Інституті соціальних досліджень. Він став одним із засновників Decision Insights, консалтингова компанія, орієнтована на впровадження наукової строгості виконання політики і прийняття рішень в уряді та бізнесі. Одна з його теорій про те, що в основному-Кавказький СРСР і США будуть об'єднуватись проти материкового Китаю, що нарощував владу в 1960-х роках. Це буде відбуватися, незважаючи на підтримання комуністичної ідеології Радянського Союзу Китаєм.